# Пуиг, Мануэль
Мануэль Пуиг (исп. Manuel Puig; 28 декабря 1932, Хенераль-Вильегас, провинция Буэнос-Айрес, Аргентина — 22 июля 1990, Куэрнавака, Мексика) — аргентинский писатель.
Фанатик раннего американского кино, писал киносценарии, работал помощником режиссёра. Поскольку проза Пуига пронизана гомосексуальными мотивами, он стал жертвой цензурных преследований военной диктатуры. В 1974 г. был вынужден уехать в Мексику, опасаясь преследований за свои левые взгляды. С 1981 жил в Бразилии, в 1989 снова вернулся в Мексику. Умер от инфаркта в возрасте 57 лет.
В своих романах создал мозаичную картину латиноамериканской современности в виде тонко стилизованного коллажа из стереотипов популярной словесности — песенок в жанре танго, мелодраматических кинороманов, литературной и кинематографической фантастики, бытовых радиопьес, модных и женских журналов, образцов рекламы, что сближает его повествовательную технику с принципами поп-арта. Написал несколько пьес и киносценариев.
Наиболее успешный роман Пуига, «Поцелуй женщины-паука» (1976), был в 1985 г. экранизирован бразильским режиссёром Эктором Бабенко. Пьеса по роману имела шумный успех на Бродвее; Ханс Вернер Хенце собирался писать оперу по его мотивам.

## Основные произведения
- Романы:
  - «Предательство Риты Хейворт» (1968, рус. пер. 1991)
  - «Крашеные губки» (1969, рус. пер. 2004), экранирован Л. Торре-Нильсоном в 1970 г.
  - «Любовь в Буэнос-Айресе» (1973, рус. пер. 1993)
  - «Поцелуй женщины-паука» (1976, рус. пер. 2003)
  - «Падает тропическая ночь» (1988, рус. пер. 2010)
  - «Относительная влажность 95%» (1990, не завершён)
- Переписка:
  - Querida familia. Tomo 1, Cartas europeas, 1956-1962. Buenos Aires: Editorial Entropía, 2005
  - Querida familia. Tomo 2, Cartas americanas: New York, 1963-1967; Río de Janeiro, 1980-1983. Buenos Aires: Editorial Entropía, 2006

## Образ в искусстве
Бразильскому периоду жизни Пуига посвящён игровой фильм аргентинского кинорежиссёра Хавьера Торре Тропинка в тропиках (2004), за роль писателя актёр Фабио Асте получил премию, а режиссёр был признан лучшим на МКФ в Грамаду.